# موی سر (ترانه)
«موی سر» (انگلیسی: Hair) آهنگی از گروه دخترانه بریتانیایی لیتل میکس است. این آهنگ در ۲۸ اوت ۲۰۱۵ به‌عنوان اولین تک‌آهنگ تبلیغاتی از سومین آلبوم استودیویی گروه، خارق‌العاده شدن منتشر شد. در ۱۵ آوریل ۲۰۱۶، ریمیکسی با حضور رپر و خواننده جامائیکایی شان پل، توسط سایکو میوزیک به‌عنوان آخرین و چهارمین تک‌آهنگ منتشر شد.